# Селеченская волость
Се́леченская волость — административно-территориальная единица в составе Севского уезда.
Административный центр — село Селечня.

## История
Волость была образована в ходе реформы 1861 года. Значительную часть территории волости занимали лесные массивы по рекам Неруссе и Усоже.
В 1880-е годы Селеченская волость была расширена за счёт упразднённой Голышинской волости.
В мае 1924 года, при укрупнении волостей, Селеченская волость была упразднена, а её территория включена в состав Луганской волости.
Ныне территория бывшей Селеченской волости разделена между Суземским, Комаричским и Севским районами Брянской области.

## Административное деление
В 1920 году в состав Селеченской волости входили следующие сельсоветы: Алешокский, Асовицкий, Войновский, Голышинский, Кукушкинский, Лепёшкинский, Селеченский, Семёновский, Теребиковский.